# José G. Otero
José Guillermo Otero y Otero fue un político peruano. Fue un impulsor de los atractivos turísticos de la provincia de Tarma, principalmente la Gruta de Huagapo de la que fue descubridor.
Fue elegido senador por Junín entre 1909 y 1918 durante el primer gobierno de Augusto B. Leguía, el de Guillermo Billinghurst, el primero de Oscar R. Benavides y el segundo de José Pardo y Barreda.
Posteriormente, durante el oncenio de Leguía, fue elegido diputado por la provincia de Tarma en 1924 reeligiéndose en 1929 y manteniendo el mandato hasta 1930 cuando finalizó el gobierno de Augusto B. Leguía debido al golpe de Estado de Luis Miguel Sánchez Cerro.